# Grand Prix Wielkiej Brytanii 1972
Grand Prix Wielkiej Brytanii 1972 (oryg. John Player British Grand Prix), Grand Prix Europy 1972 – 7. runda Mistrzostw Świata Formuły 1 w sezonie 1972, która odbyła się 15 lipca 1972, po raz 5. na torze Brands Hatch.
25. Grand Prix Wielkiej Brytanii, 23. zaliczane do Mistrzostw Świata Formuły 1.

## Klasyfikacja
| Legenda oznaczeń w tabelach wyników Wyświetl szablon na nowej stronie | Legenda oznaczeń w tabelach wyników Wyświetl szablon na nowej stronie                                                                     |
| Oznaczenie                                                            | Wyjaśnienie |
| --------------------------------------------------------------------- | --- |
| Złoty                                                                 | Zwycięzca lub mistrzostwo |
| Srebrny                                                               | 2. miejsce lub wicemistrzostwo |
| Brązowy                                                               | 3. miejsce lub II wicemistrzostwo |
| Zielony                                                               | Ukończył, punktował (w klasyfikacji generalnej, gdy zdobył co najmniej jeden punkt na przestrzeni sezonu, poza trzema powyższymi opcjami) |
| Niebieski                                                             | Ukończył, nie punktował (w klasyfikacji generalnej, gdy nie zdobył co najmniej jednego punktu na przestrzeni sezonu)                      |
| Czerwony                                                              | Nie zakwalifikował się (NZ) |
| Czerwony                                                              | Nie prekwalifikował się (NPK) |
| Różowy                                                                | Nie ukończył (NU) |
| Różowy                                                                | Niesklasyfikowany (NS) (w klasyfikacji generalnej, gdy nie został sklasyfikowany w żadnym wyścigu sezonu)                                 |
| Czarny                                                                | Zdyskwalifikowany (DK) |
| Czarny                                                                | Wykluczony (WYK/EX) |
| Biały                                                                 | Nie wystartował (NW) |
| Biały                                                                 | Kontuzjowany (K/INJ) |
| Biały                                                                 | Wyścig odwołany (OD/C) |
| Bez koloru                                                            | Został wycofany (WYC/WD) |
| Bez koloru                                                            | Nie przybył (NP/DNA) |
| Bez koloru                                                            | Nie brał udziału w treningach (NT/DNP) |
| Bez koloru                                                            | Nie został zgłoszony (–) |
| Pogrubienie                                                           | Start z pole position |
| Kursywa                                                               | Najszybsze okrążenie wyścigu |
| †                                                                     | Nie ukończył, ale jego rezultat został zaliczony ze względu na przejechanie więcej niż 90% dystansu wyścigu.                              |
| *                                                                     | Sezon w trakcie |
| 1/2/3                                                                 | Punktowana pozycja w sprincie kwalifikacyjnym                                                                                             |
| Lista systemów punktacji Formuły 1                                    | |

| Pos | No | Kierowca             | Konstruktor   | Okrążeń | Czas/powód NU   | Poz. Start. | Punktów |
| --- | -- | -------------------- | ------------- | ------- | --------------- | ----------- | ------- |
| 1   | 8  | Emerson Fittipaldi   | Lotus-Ford    | 76      | 1:47:50.2       | 2           | 9       |
| 2   | 1  | Jackie Stewart       | Tyrrell-Ford  | 76      | 4.1             | 4           | 6       |
| 3   | 19 | Peter Revson         | McLaren-Ford  | 76      | + 1:12.5        | 3           | 4       |
| 4   | 17 | Chris Amon           | Matra         | 75      | + 1 Okrążenie   | 17          | 3       |
| 5   | 18 | Denny Hulme          | McLaren-Ford  | 75      | + 1 Okrążenie   | 11          | 2       |
| 6   | 6  | Arturo Merzario      | Ferrari       | 75      | + 1 Okrążenie   | 9           | 1       |
| 7   | 3  | Ronnie Peterson      | March-Ford    | 74      | Wypadł z toru   | 8           |         |
| 8   | 27 | Carlos Reutemann     | Brabham-Ford  | 73      | + 3 Okrążeń     | 10          |         |
| 9   | 4  | Niki Lauda           | March-Ford    | 73      | + 3 Okrążeń     | 19          |         |
| 10  | 33 | Rolf Stommelen       | March-Ford    | 71      | + 5 Okrążeń     | 25          |         |
| 11  | 11 | Jean-Pierre Beltoise | BRM           | 70      | + 6 Okrążeń     | 6           |         |
| 12  | 28 | Wilson Fittipaldi    | Brabham-Ford  | 69      | Zawieszenie     | 22          |         |
| 13  | 31 | Mike Beuttler        | March-Ford    | 69      | + 7 Okrążeń     | 23          |         |
| NU  | 22 | Tim Schenken         | Surtees-Ford  | 64      | Zawieszenie     | 5           |         |
| NU  | 2  | François Cevert      | Tyrrell-Ford  | 60      | Wypadł z toru   | 12          |         |
| NU  | 9  | Dave Walker          | Lotus-Ford    | 59      | Zawieszenie     | 15          |         |
| NU  | 5  | Jacky Ickx           | Ferrari       | 49      | Ciśnienie oleju | 1           |         |
| NU  | 26 | Graham Hill          | Brabham-Ford  | 47      | Wypadł z toru   | 21          |         |
| NU  | 25 | Carlos Pace          | March-Ford    | 39      | Różne           | 13          |         |
| NU  | 14 | Jackie Oliver        | BRM           | 36      | Zawieszenie     | 14          |         |
| NU  | 21 | Mike Hailwood        | Surtees-Ford  | 31      | Skrz. biegów    | 7           |         |
| NU  | 29 | Dave Charlton        | Lotus-Ford    | 21      | Skrz. biegów    | 24          |         |
| NU  | 30 | Nanni Galli          | Tecno         | 9       | Wypadł z toru   | 18          |         |
| NU  | 24 | Henri Pescarolo      | Politoys-Ford | 7       | Wypadek         | 26          |         |
| NU  | 12 | Peter Gethin         | BRM           | 5       | Silnik          | 16          |         |
| NU  | 23 | Andrea de Adamich    | Surtees-Ford  | 3       | Wypadek         | 20          |         |

### Najszybsze Okrążenie
- Jackie Stewart – 1:24.0